# ناحیه مقره
ناحیه مقره (به عربی: دائرة مقرة) یک ناحیه در الجزایر است که در استان مسیله واقع شده‌است.